# Aleksander Małecki
Aleksander Antoni Włodzimierz Małecki (* 4. September 1901 in Zarubińce; † September 1939 in Września) war ein polnischer Säbelfechter.

## Leben
Aleksander Małecki gehörte bei den Olympischen Spielen 1928 in Amsterdam zur polnischen Equipe, die die Finalrunde hinter Italien und Ungarn auf dem dritten Platz abschloss. Gemeinsam mit Kazimierz Laskowski, Tadeusz Friedrich, Adam Papée, Władysław Segda und Jerzy Zabielski erhielt er somit die Bronzemedaille.
Małecki war während des Überfall auf Polens Mitglied der polnischen Armee. Er starb wahrscheinlich nach dem 17. September 1939 beim Versuch, nach Ungarn zu fliegen.